# Stigand

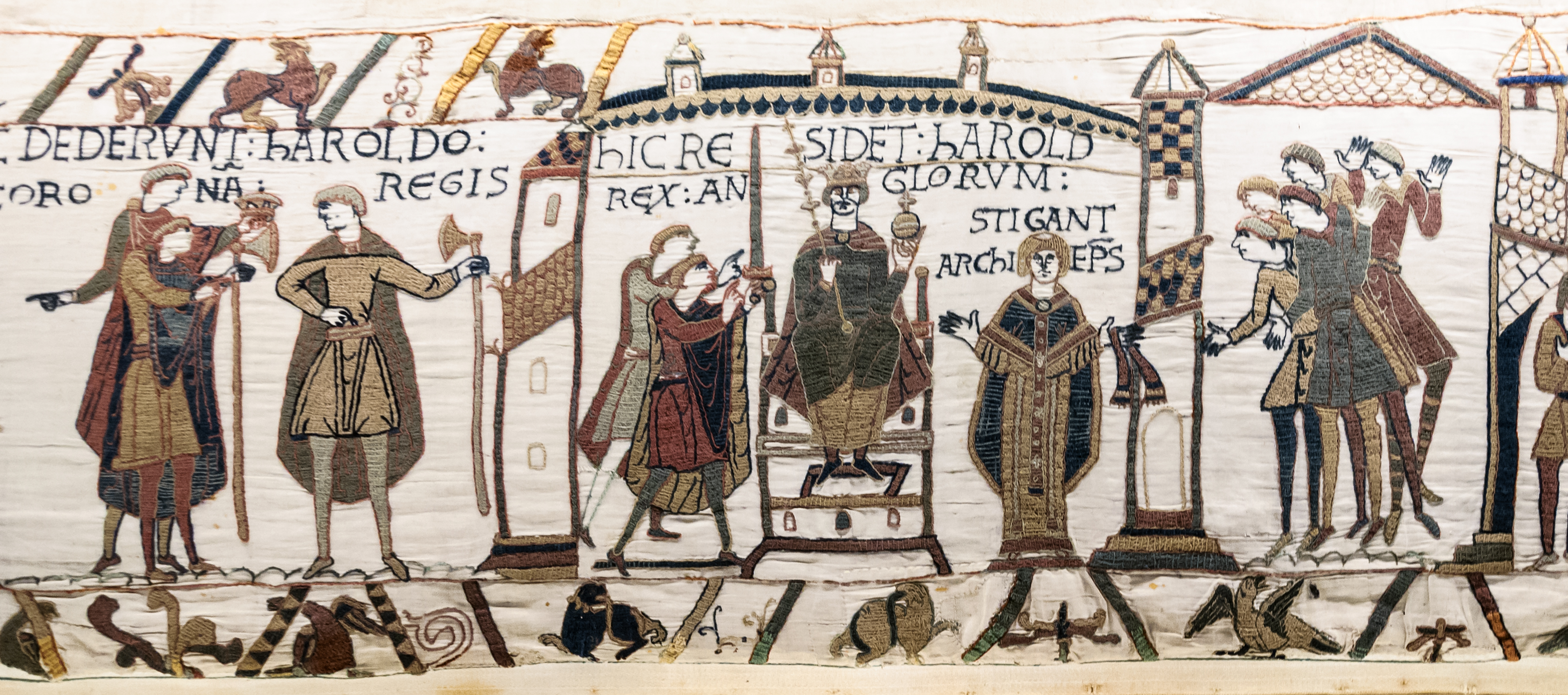
Darstellung Stigands auf dem Teppich von Bayeux: STIGANT ARChIEP[iscopu]S - „Stigand, der Erzbischof“, neben König Harald II.

Stigand (* vor 1020; † wohl 22. Februar 1072) war ein angelsächsischer Prälat in der Zeit der normannischen Eroberung Englands. Er war Bischof von Winchester, bevor er Erzbischof von Canterbury wurde.
Stigand wurde erstmals 1020 als Kaplan des anglo-skandinavischen Königs Knut der Große erwähnt und war später auch der Kaplan von dessen Sohn Harald I. Nach dem Tod des letzteren scheint er der wichtigste Berater von Knuts Witwe Emma gewesen zu sein.
1043 wurde er zum Bischof von East Anglia mit Sitz in Elmham geweiht, 1047 wurde er Bischof von Winchester. Er unterstützte den Earl Godwin von Wessex in seiner Auseinandersetzung mit König Eduard dem Bekenner und vermittelte 1052 den Frieden zwischen den beiden. Im gleichen Jahr wurde der Erzbischof von Canterbury Robert von Jumièges geächtet und vertrieben und Stigand wurde zum Nachfolger ernannt. Er behielt mehrere Abteien in seinem Besitz ebenso wie die Bischofswürde von Winchester, die er von nun an in Personalunion mit Canterbury führte.
Papst Leo IX. und seine beiden Nachfolger, die Robert als rechtmäßigen Erzbischof ansahen, verweigerten ihm jedoch die Anerkennung. Erst 1058 erhielt er von Gegenpapst Benedikt X. das Pallium, jedoch wurde dieser im Jahr darauf selbst abgesetzt und exkommuniziert.
Stigand wird von normannischen Geschichtsschreibern als der Kleriker bezeichnet, der Harald Godwinson, den Sohn Godwins von Wessex, im Januar 1066 zum König krönte, und wird auf dem Teppich von Bayeux in dieser Rolle auch aufgeführt. Es ist jedoch wahrscheinlich, dass die Zeremonie mit Rücksicht auf Stigands kontroverse Stellung von Aldred, dem Erzbischof von York, vorgenommen wurde. So sollte unter Umständen die Rechtmäßigkeit der Krönung angezweifelt werden, da Stigand auch der Vorwurf der Simonie gemacht wurde. Mediävisten nennen Stigand zudem gerne auch als Beispiel, dass um die Mitte des 11. Jahrhunderts der Simonievorwurf vor allem mit polemischen Absichten benutzt wurde, um jemandem gezielt zu schaden. So soll der normannische Chronist Wilhelm von Malmesbury „alle möglichen Leute als Simonisten“ denunziert haben, „vor allem Erzbischof Stigand von Canterbury, der sich als Repräsentant der angelsächsischen Partei nach der Eroberung nicht halten konnte, obwohl seine kirchliche Amtsführung keinen Anstoß erregt hatte. Selbst sein Nachfolger Lanfranc wurde von Eadmer als Simonist verdächtigt.“
Stigand unterwarf sich im Herbst 1066 nach dessen Eroberung dem Normannen Wilhelm dem Eroberer und assistierte auch bei dessen Krönung am 25. Dezember 1066. Wilhelm besetzte daraufhin hohe Ämter seines neuen Reiches vornehmlich mit eigenen Getreuen und nahm Stigand so bei seiner Rückkehr in die Normandie 1067 mit, wohl aus dem Grund, ihn nicht nur seiner Ämtern zu entheben, sondern auch räumlich von diesen zu trennen. Im Jahr 1070 wurde er von den päpstlichen Legaten auch offiziell abgesetzt und in Winchester eingesperrt, wo er vermutlich am 22. Februar 1072 starb.